# Maialen Chourraut
Maialen Chourraut Yurramendi (Lasarte-Oria, 8 marzo 1983) è una canoista spagnola di origine basca, specializzata nello slalom.

## Palmarès
- Olimpiadi

Londra 2012: bronzo nel K1.
Rio de Janeiro 2016: oro nel K1.
Tokyo 2020: argento nel K1.
- Mondiali

La Seu d'Urgell 2009: argento nel K1.
Bratislava 2011: bronzo nel K1.
- Europei

Vienna 2014: argento nel K1 a squadre
Markkleeberg 2015: oro nel K1.
Tacen 2017: argento nel K1 a squadre.